# Noret-Khent

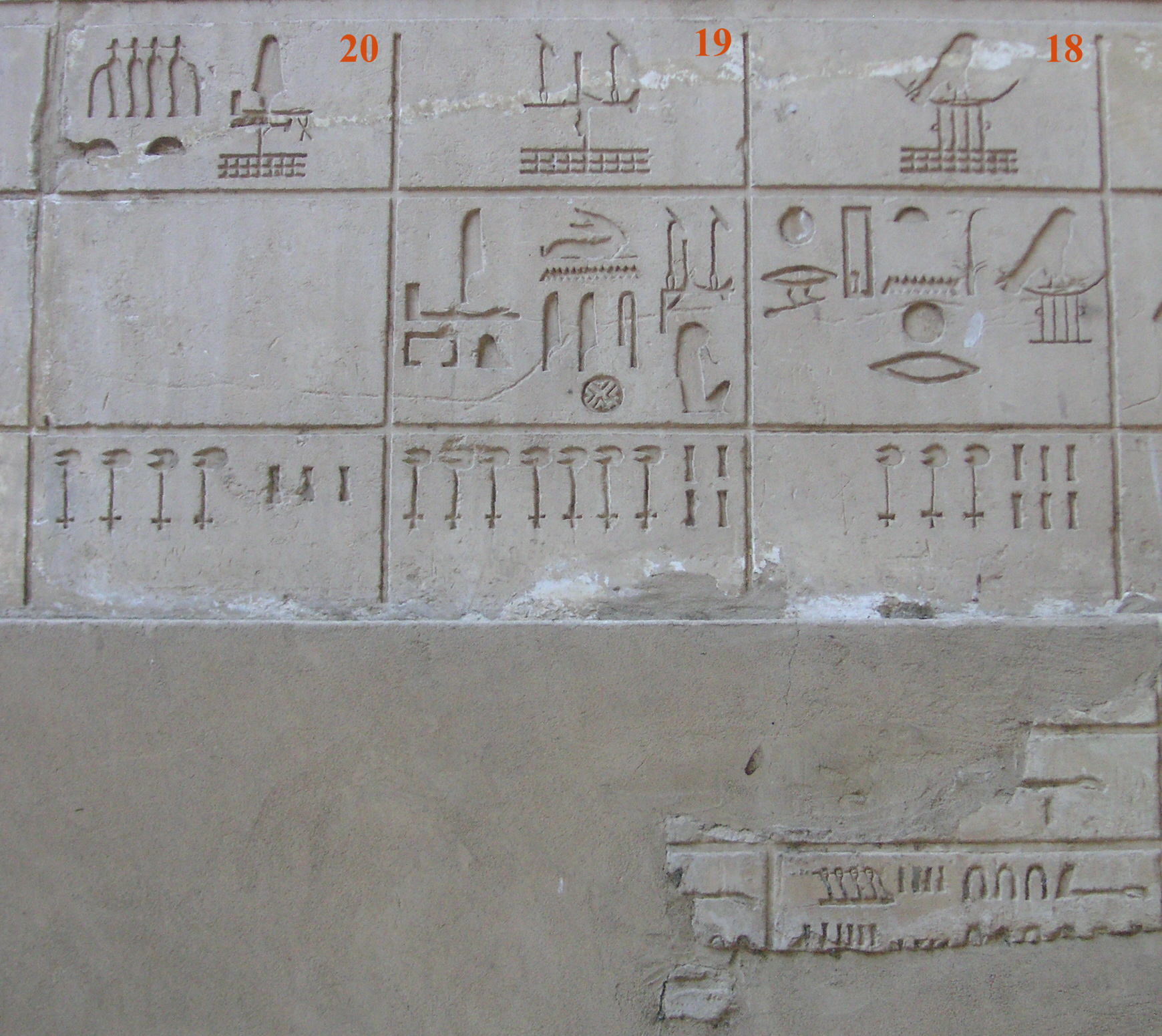
Noret-Khent, län 20 på "Vita kapellets" vägg i Karnak.

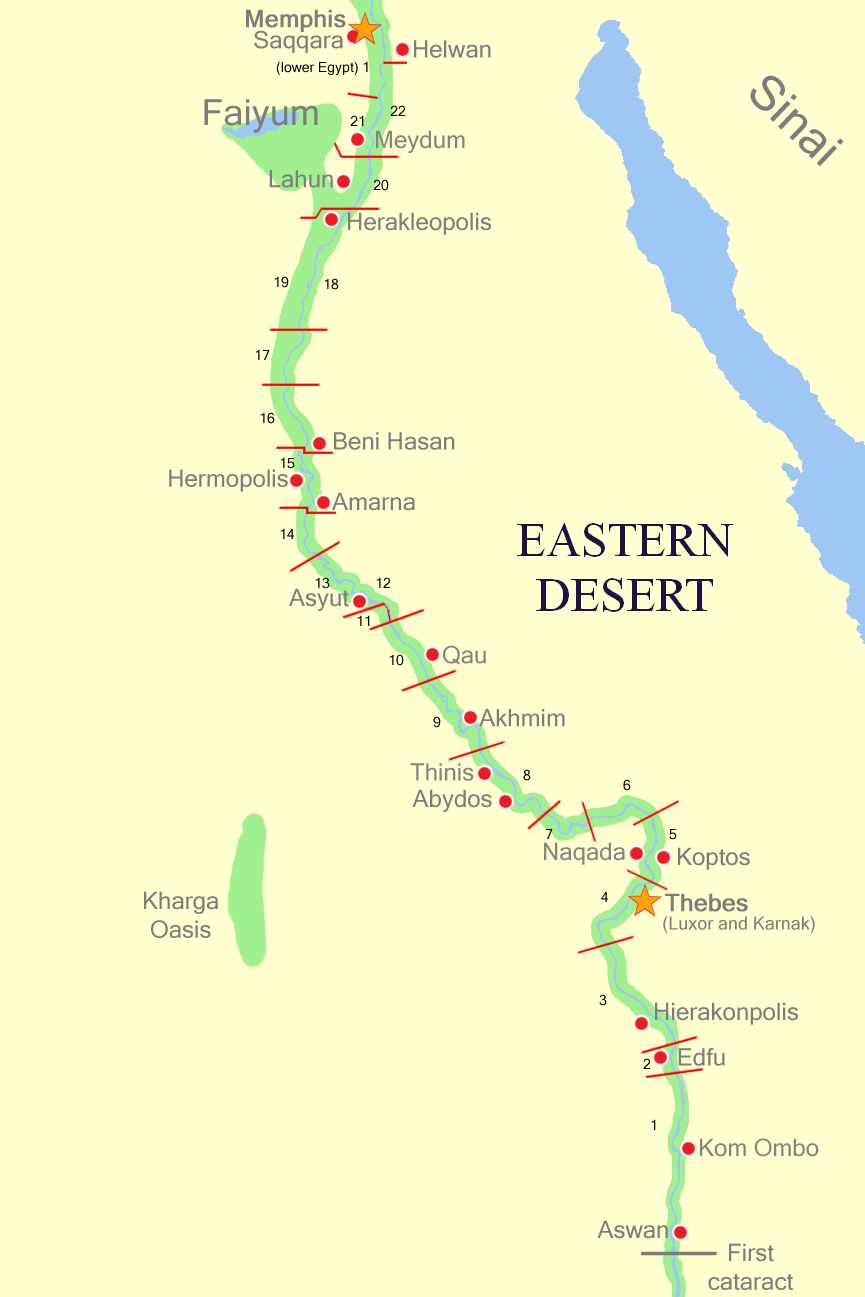
Lägeskarta över nomoi i Övre Egypten.

Noret-Khent ("Övre Lagerträdområdet", även Sycamore khent) var ett av de 42 nomoi (länen) i Forntida Egypten.
| M1 | W17 · R12 · N24 |

Noret-Khent med hieroglyfer

## Geografi
Noret-Khent var ett av de 22 nomoi i Övre Egypten och hade nummer 20.
Länets yta var cirka 4 cha-ta (cirka 11,0 hektar, 1 cha-ta motsvarar 2,75 ha) med en längd om cirka 3 iteru (cirka 31 km, 1 iteru motsvarar 10,5 km).
Niwt (huvudorten) var Henen-nesut/Herakleopolis (nära dagens Ihnasya el-Medina) och övriga större orter var Agarib och Sidmant.

## Historia
Varje län styrdes av en nomark som officiellt lydde direkt under faraon.
Varje Niwt hade ett Het net (tempel) tillägnad områdets skyddsgud och ett Heqa het (nomarkens residens).
Länets skyddsgud var Herishaf och bland övriga gudar dyrkades främst Seth.
Idag ingår området i guvernementet Beni Suef.